# Hagermarsch
Hagermarsch est une commune allemande de l'arrondissement d'Aurich, Land de Basse-Saxe.

## Géographie
Hagermarsch se situe en Frise orientale.
Elle est la réunion en janvier 1972 de trois quartiers : Hilgenriedersiel, Theener et Junkersrott.
Hilgenriedersiel est le seul lieu de baignade naturel situé sur la mer du Nord en Frise orientale.

## Histoire
Hilgenriedersiel
Le village possédait une écluse montée en 1576 et fermée en 1925  en raison du manque d'un fossé de drainage. Autrefois il était aussi le port privilégié pour l'île de Norderney. Avec la création de terre-plein, la baie de Hagermarsch a aujourd'hui disparu. La digue de 1576 est devenue une digue dormante.
Hilgenriedersiel reçoit les câbles sous-marins d'un parc éolien en mer dans les baies au sud (comme BorWin1).
Theener
Le village de Theener est mentionné pour la première fois en 1787.
Durant la Seconde Guerre mondiale, il reçoit un camp d'une vingtaine de prisonniers de guerre français.
Junkersrott
Junkersrott est mentionné pour la première fois en 1787. Les grandes terres du village aux nobles de Lütetsburg, d'où son nom de rott, « part », et Junker, « noble ».
Sous l'occupation napoléonienne, jusqu'en 1812, il est rattaché à la mairie de Hage.
Durant la Seconde Guerre mondiale, il reçoit un camp de prisonniers de guerre belges et français.

## Source, notes et références
- (de) Cet article est partiellement ou en totalité issu de l’article de Wikipédia en allemand intitulé « Hagermarsch » (voir la liste des auteurs).